# Clinopleura
Clinopleura is een geslacht van rechtvleugeligen uit de familie sabelsprinkhanen (Tettigoniidae). De wetenschappelijke naam van dit geslacht is voor het eerst geldig gepubliceerd in 1894 door Scudder.

## Soorten
Het geslacht Clinopleura omvat de volgende soorten:
- Clinopleura flavomarginata Scudder, 1900
- Clinopleura infuscata Caudell, 1907
- Clinopleura melanopleura Scudder, 1876
- Clinopleura minuta Caudell, 1907